# Guy H. Sturgis

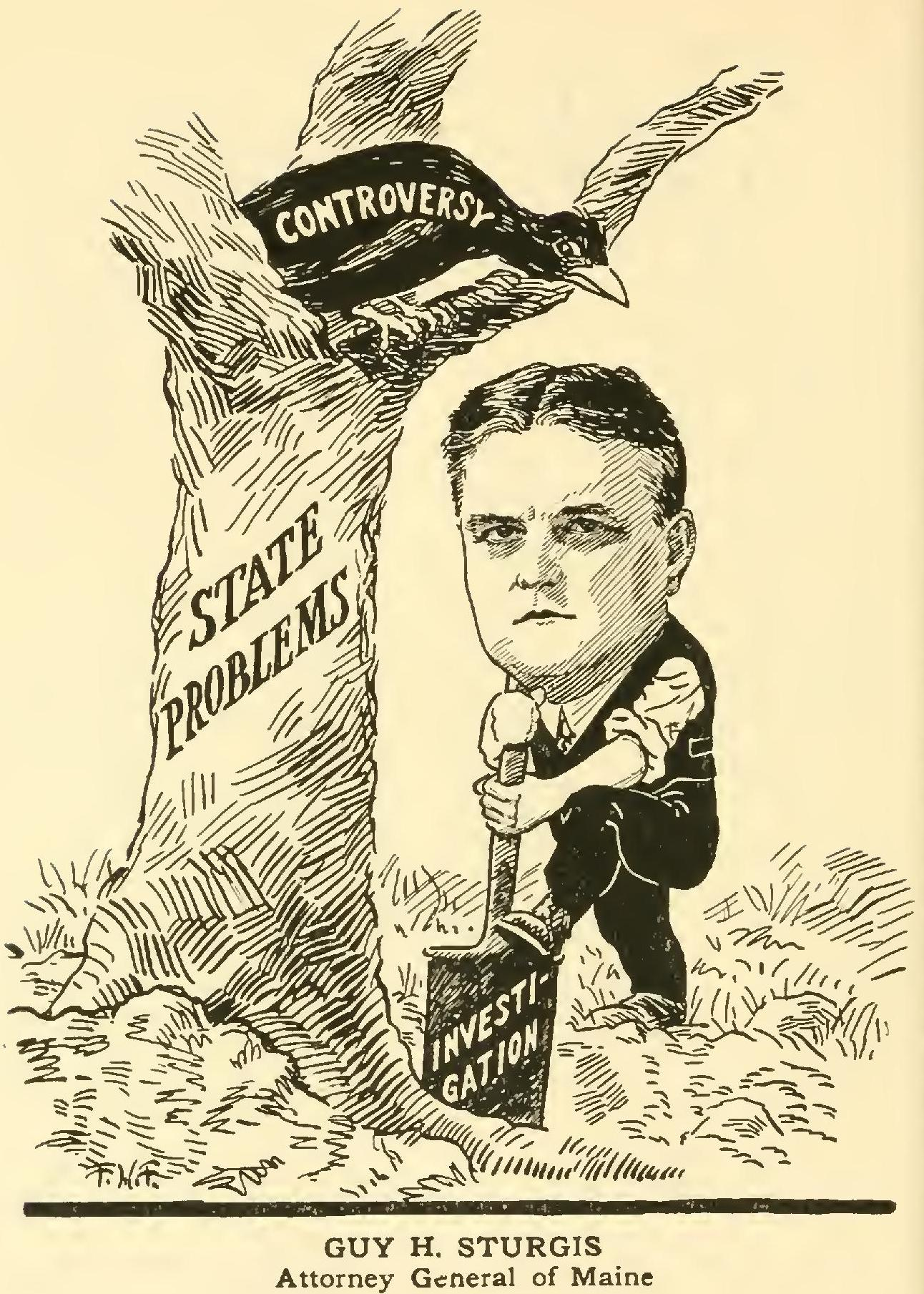
1918

Guy H. Sturgis (* 3. März 1877 in New Gloucester, Maine; † 18. Januar 1951) war ein US-amerikanischer Richter und Politiker, der von 1917 bis 1920 Maine Attorney General war. 

## Leben
Guy Hayden Sturgis wurde als Sohn von John I. Sturgis und Myra Hayden in New Gloucester geboren. Er besuchte die Schulen in New Gloucester und machte seinen Abschluss am Bowdoin College im Jahr 1898. Sein 
Studium der Rechtswissenschaften absolvierte er  an der Columbia University Law School im Jahr 1899. Anschließend weiter in der Anwaltskanzlei von Thomas B. Reed.
Nach seiner Zulassung als Anwalt eröffnete er eine Kanzlei in Portland. Als Mitglied der Republikanischen Partei gehörte er zum Republican State Committee. Von 1917 bis 1920 Maine Attorney General.
Durch Gouverneur Percival Proctor Baxter wurde Sturgis am 14. August 1923 zum Beisitzenden Richter am Supreme Judicial Court ernannt. Am 8. August 1940 wurde er durch Gouverneur Lewis O. Barrows zum Vorsitzenden Richter ernannt. Dieses Amt hatte er bis zu seiner Pensionierung am 1. März 1949 inne. Sturgis erhielt vom Bowdoin College die Ehrendoktorwürde.
Sturgis war Mitglied in verschiedenen Organisationen in Portland an und war auch Freimaurer. Er gehörte den Knights of Pythias, dem Woodfords Club und dem Lincoln Club von Portland an.
In erster Ehe heiratete Guy H. Sturgis Edna L. Bailey. Sie hatten zwei Kinder. Nach ihrem Tod im Jahr 1907 heiratete er im Jahr 1909 in zweiter Ehe Adelaide V. Sweeney. Aus dieser Ehe stammten vier weitere Kinder. Er starb am 18. Januar 1951.